# 深圳大学人工智能学院
深圳大学人工智能学院成立于2025年，前身为2016年12月获批设立的大数据系统计算技术国家工程实验室。

## 历史沿革
人工智能学院的前身可追溯至2016年12月获批设立的大数据系统计算技术国家工程实验室，该实验室由深圳大学牵头，联合国家信息中心、中兴通讯、清华大学和腾讯共同建设的国家工程实验室，并由中国科学院院士、高新能计算专家陈国良教授担任实验室主任。
此后，深圳大学与腾讯于2018年11月共同建设深圳大学腾讯云人工智能学院，开设腾讯云人工智能本科特色班，并于2022年6月将腾讯云人工智能特色班从本科扩展至硕士、博士培养。
2022年1月，学校决定将大数据系统计算技术国家工程实验室调整为深圳大学相对独立科研机构，挂靠在计算机与软件学院。
2024年3月，学校获批设立人工智能本科专业；5月，大数据系统计算技术国家工程实验室开设计算机科学与技术IEEE本科荣誉班；9月，学校获批设立智能科学与技术学术型硕士学位授权点。
2025年4月，学校在大数据系统计算技术国家工程实验室的基础上，设立人工智能学院。

## 管理机构

### 理事会
大数据系统计算技术国家工程实验室实行理事会领导下的主任负责制，理事会由深圳大学、国家信息中心、中兴通讯、清华大学和腾讯相关人员组成，负责对实验室人事、制度、决策、考核和发展规划等有关重大事项。

### 实验室管理团队
大数据系统计算技术国家工程实验室实行理事会领导下的主任负责制，设主任一名，执行主任一名，副主任若干名。
| 管理团队                 | 管理团队 |
| ------------------------ | -------- |
| 主任                     | 陈国良   |
| 执行主任                 | 李坚强   |
| 专职副主任               | 朱泽轩   |
| 专职副主任               | 沈琳琳   |
| 副主任（国家信息中心方） | 单志广   |
| 副主任（清华大学方）     | 武永卫   |
| 副主任（中兴通讯方）     | 陆平     |
| 副主任（腾讯方）         | 王巨宏   |
| 副主任（深圳大学方）     | 毛睿     |
| 副主任（深圳大学方）     | 黄哲学   |
| 主任助理                 | 彭小刚   |
| 主任助理                 | 罗成文   |

## 专业设置
截至2025年，大数据系统计算技术国家工程实验室共有以下本科专业及研究生学位授权点：
- 本科专业：人工智能、人工智能（IEEE荣誉班）
- 学术型硕士学位授权点：计算机科学与技术、智能科学与技术
- 专业硕士学位授权点：计算机技术
- 博士学位授权点：计算机科学与技术
- 博士后流动站：计算机科学与技术（挂靠在计算机与软件学院）

## 组织机构

### 研究机构
- 可视计算研究中心
- 交叉学科大数据研究中心
- 大数据分析与应用技术研究中心
- 工业大数据研究中心
- 视觉大数据研究中心
- 健康大数据研究中心
- 媒体大数据研究中心
- 高性能数据计算系统与理论研究中心

### 联合实验室
- 智慧物流联合实验室（与南山开发集团共建）
- 人工智能金融软件工程联合实验室（与长亮科技股份共建）
- 海云安人工智能联合实验室（与海云安网络安全技术共建）
- 核电运营大数据联合实验室（与中广核集团共建）

## 知名学者
- 陈国良：中国科学院院士，大数据系统计算技术国家工程实验室主任、深圳大学计算机与软件学院创院院长[9]。
- 陈新开：IEEE Fellow，日本工程院院士，深圳大学特聘教授。
- 李坚强：IET Fellow，国家杰出青年基金获得者，大数据系统计算技术国家工程实验室执行主任，深圳大学特聘教授。